# Famille von Nimptsch
La famille von Nimptsch est le nom d'une famille noble silésienne, qui s'est éteinte en 1877 dans la lignée masculine. En 1660, les Nimptsch sont élevés au rang de barons et en 1699 au rang de comtes.

## Histoire

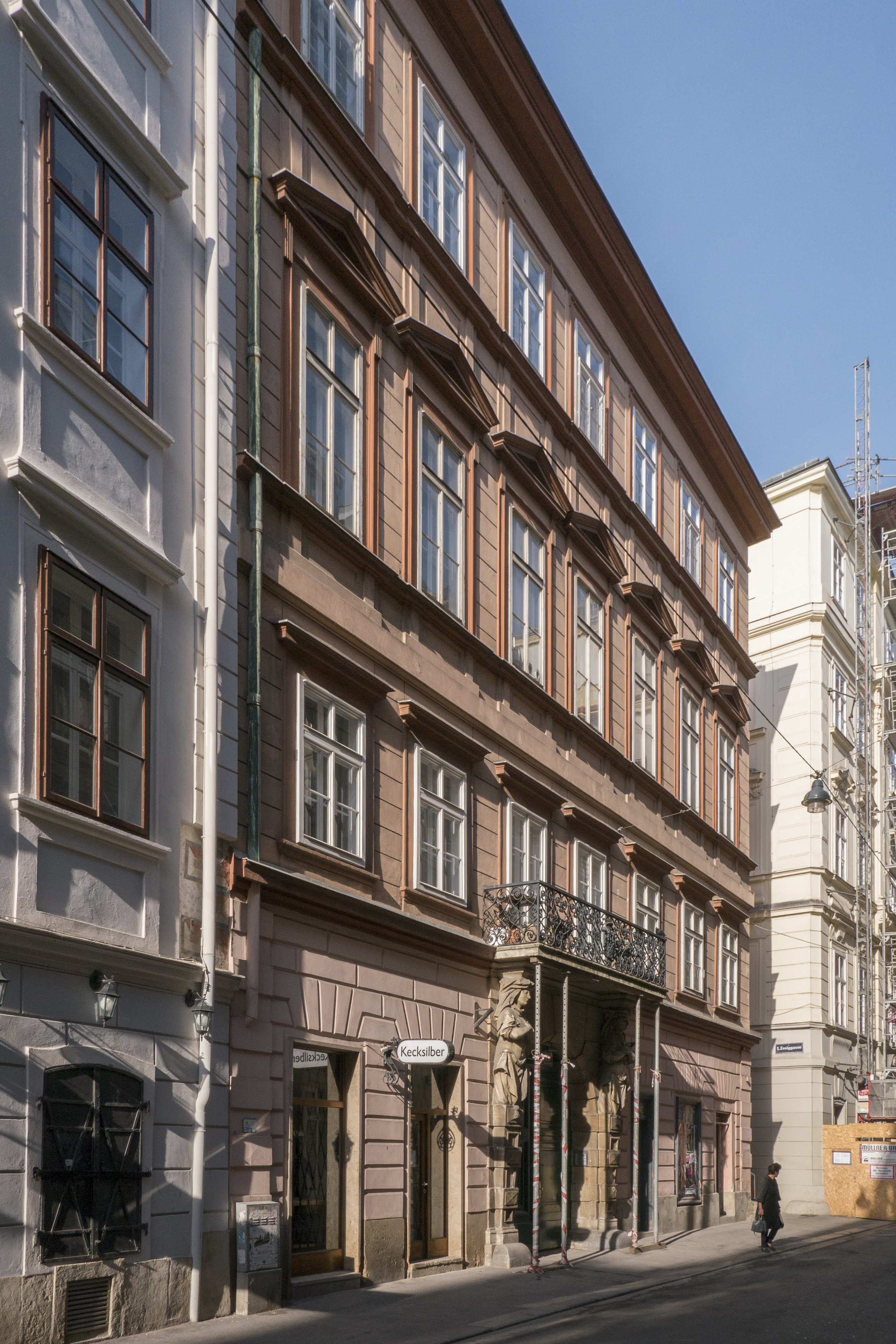
Palais Nimptsch à Vienne

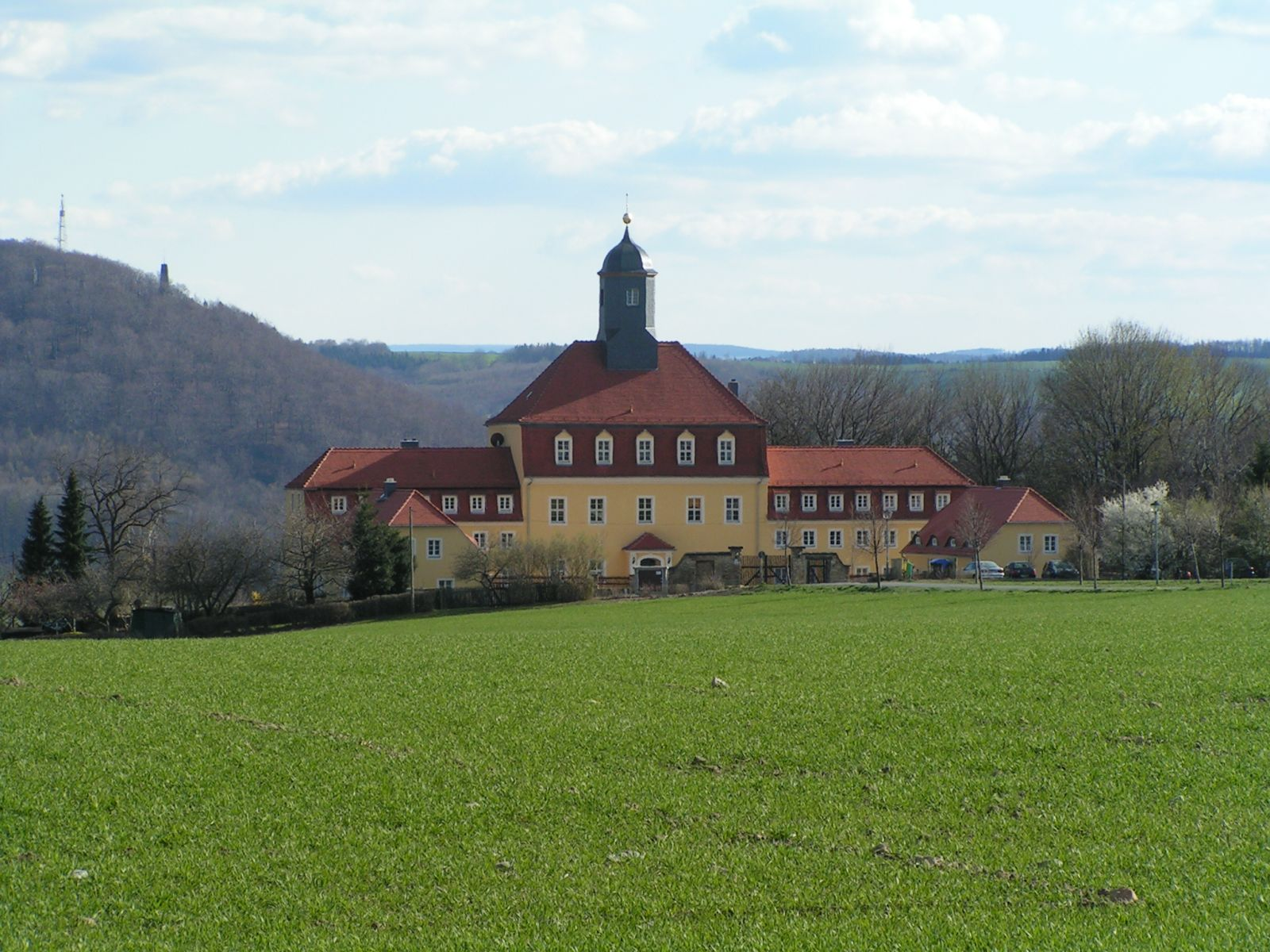
Weinbergschlösschen Jochhöh à Pesterwitz, en arrière-plan le Windberg

La famille aurait reçu son nom du domaine d'Alt-Nimptsch près de Nimptsch. Elle apparaît pour la première fois dans un document le 1er octobre 1317 avec Nycusco de Nymcz. Johann von Nimptsch est chanoine à Breslau en 1334 et accompagne la princesse Anne de Schweidnitz à Prague en 1353 pour épouser le roi Charles IV. La première propriété foncière de la famille attestée par des documents est Stephanshayn dans le duché de Schweidnitz-Jauer, qui leur appartient de 1319 à 1626. Jusqu'au XVe siècle, les Nimptsch possèdent les seigneuries de Schmiedeberg et de Warmbrunn dans les contreforts des Monts des Géants, qui sont ensuite vendus aux Schaffgotsch (de).
À la fin du XVIIe siècle, Johann (Hans) Friedrich von Nimptsch est gouverneur du duché de Schweidnitz-Jauer. Il joue un rôle déterminant dans la construction de l'église de la Paix de Jauer, où une magnifique loge rappelle le souvenir de la famille. Johann Friedrich von Nimptsch reçoit le titre de baron de Bohême le 10 mars 1660 avec le prédicat de baron d'Oelse ou Ölse. Johann Heinrich et son frère Friedrich Leopold von Nimptsch, barons d'Oelse, sont élevés au rang de comtes de Bohême le 5 février 1699.
Enfin, en 1732, Christoph Ferdinand, comte de Nimptsch, obtient l'autorisation d'unir ses armoiries à celles des barons éteints de Fürst und Kupferberg (de) et de s'appeler désormais comte de Nimptsch, baron de Fürst et Oelse. Au XVIIIe siècle, les Nimptsch sont les seigneurs de Hohenfriedeberg et dont partie, après 1741, de l'opposition de la noblesse catholique contre le pouvoir prussien. À partir de 1775, la famille possède le palais Nimptsch à Vienne. La famille s'installe en Moravie au XIXe siècle. Elle s'éteint probablement en 1877 avec Karl von Nimptsch sur Geiersberg en Bohême-Orientale.
Léocadie von Nimptsch (1802-1867), née von Gilgenheimb, épouse de l'officier Karl Friedrich von Nimptsch, rassemble au XIXe siècle un cercle d'artistes et d'hommes d'État dans son domaine de Jäschkowitz près de Breslau. Heinrich Laube y est précepteur dans les années 1830, August Heinrich Hoffmann von Fallersleben tombe malheureusement amoureux de la belle et pleine d'esprit Léocadie en 1833. Par l'intermédiaire de sa fille Marie (1820–1897), elle est la grand-mère de la salonière Marie von Schleinitz, née von Buch (de), et de l'homme politique Hermann von Hatzfeldt-Trachenberg.

## Blason

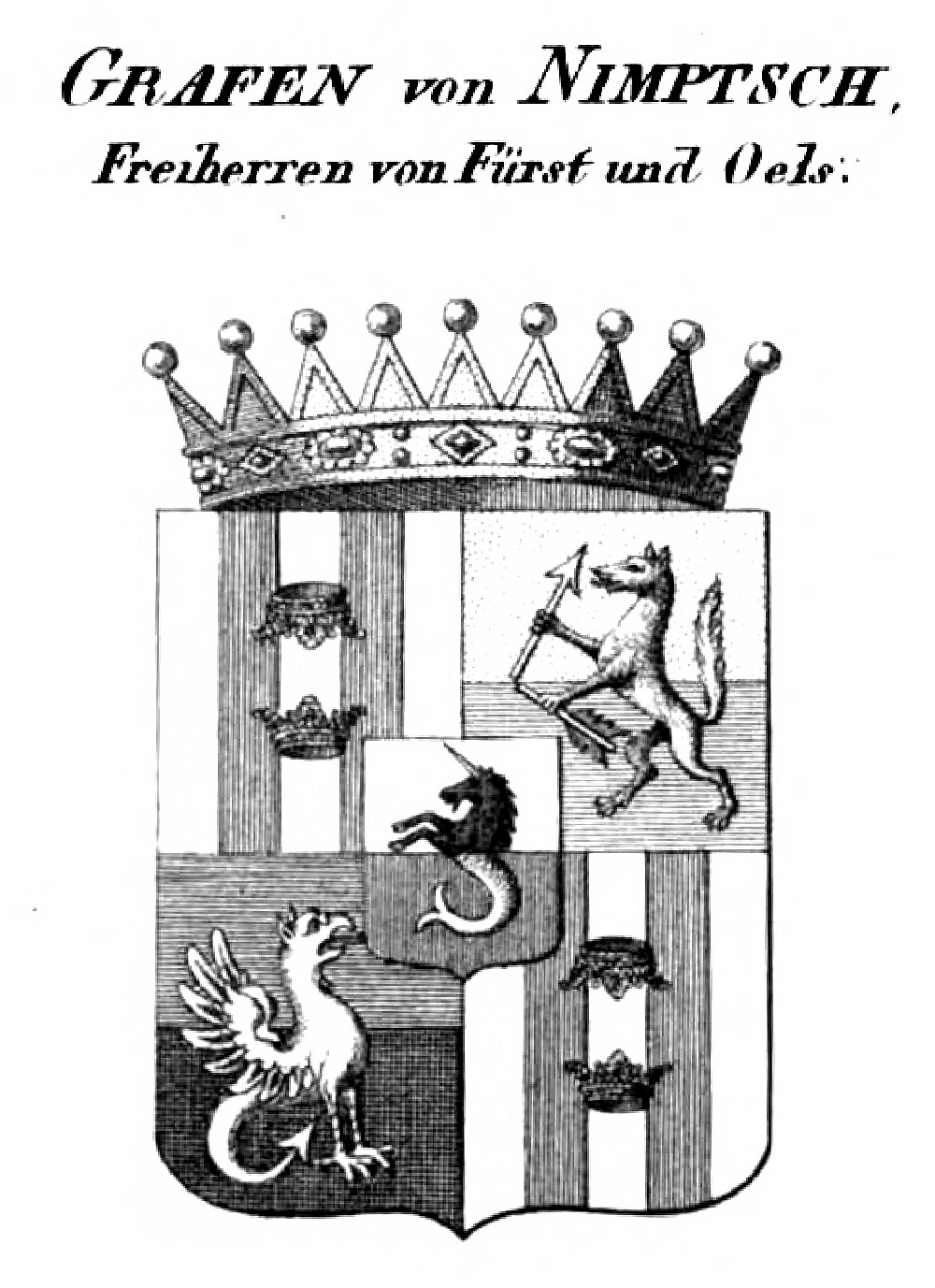
Armoiries des comtes de Nimptsch baron prince d'Œls

Les armoiries tribales montrent un poisson-licorne (de) dans un écu divisé en argent et rouge, une licorne noire avec une queue de poisson argentée courbée vers la droite (les sabots de la licorne étaient également représentés en or, la corne alternativement tordue en rouge et en argent). La licorne pousse sur le casque avec des lambrequins rouges et argentés.

## Personnalités
- Günter Carl Albrecht von Nimptsch fait construire le château de Jochhöh (de) à Pesterwitz près de Dresde en 1794 et une colonie d'ouvriers du domaine pour le manoir de Roßthal construit de 1785 à 1794, plus tard appelé Neunimptsch.
- Léocadie von Nimptsch (1802–1867), née von Gilgenheimb, épouse de l'officier Karl Friedrich von Nimptsch, qui rassemble autour d'elle un cercle d'artistes et d'hommes d'État dans son domaine silésien de Jäschkowitz.